# Rozsda

A rozsdásodás vázlatosan

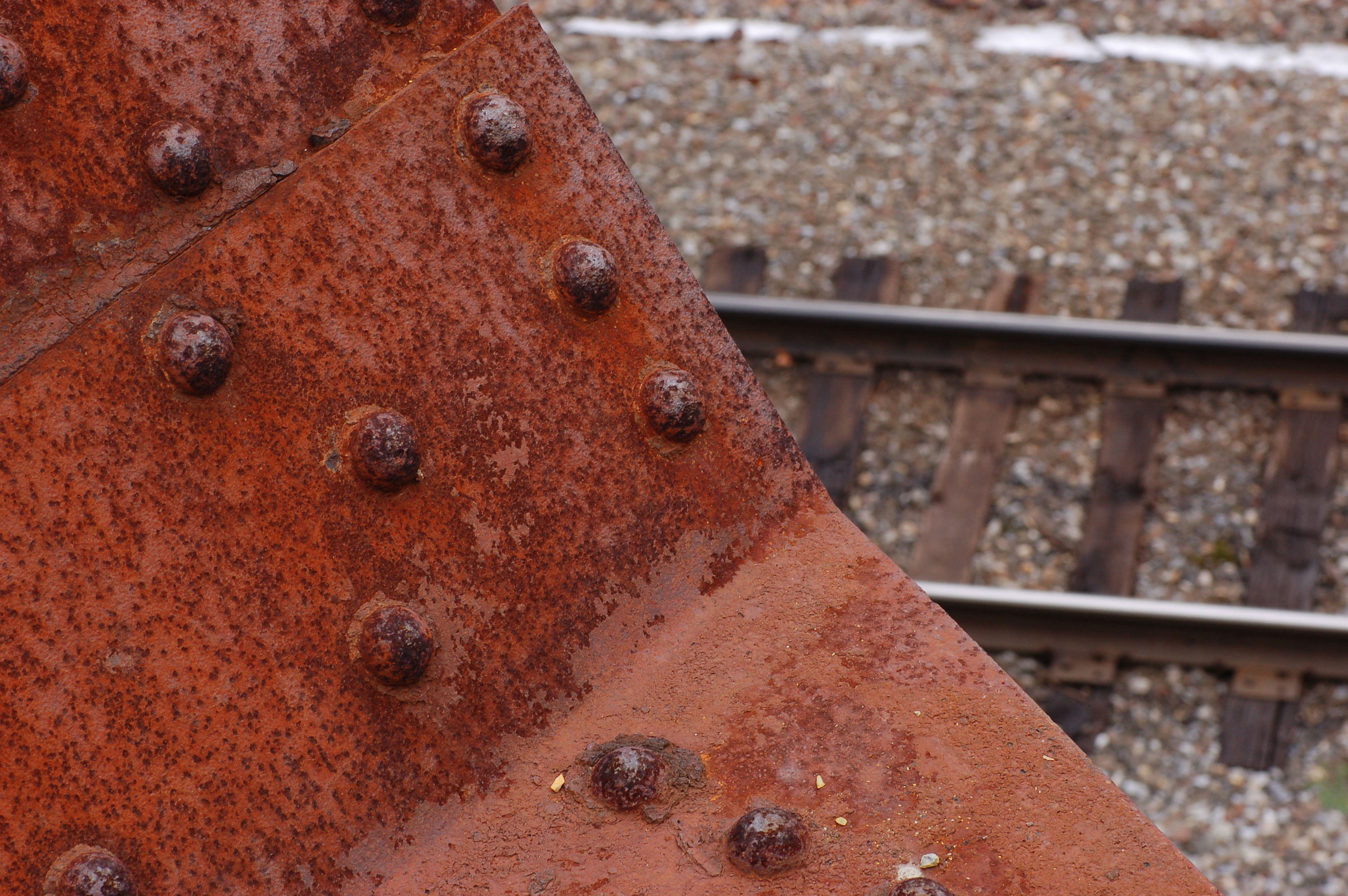
Acélhíd felületén megjelenő rozsda

A rozsda a fémek felületén oxidáció által keletkezett réteg. Rozsda alatt általában a vasrozsdát értjük, amely a vas felületén víz és oxigén hatására képződő hidratált vas-oxidok és vas-hidroxidok keveréke. A vasrozsda képződését nem csak vastárgyakon figyelhetjük meg, hanem vastartalmú ásványok (ércek), kőzetek felületén és vasvegyületeket tartalmazó vizekben is. A rozsdásodást a nedvességen kívül a levegő szén-dioxid-tartalma, valamint a savak és a sók is elősegítik. A rozsdásodás ellen a fémek galvanizálásával, bevonásával (horganyozás vagy cinkbevonás, ónozás), zománcozással vagy festéssel védekezhetünk.
A réz- és bronztárgyak rozsdásodását patinának (rézrozsda) nevezzük.

## A vasrozsda képződése
A fémionok oldódása elektronleadással járó folyamat, vagyis oxidáció. Például a vas esetében:
Fe → Fe2+ + 2 e−
Az oxidációt mindig valamilyen redukciós folyamat kíséri. Például a vízben oldott oxigén redukciója:
O2 + 2 H2O + 4 e− → 4OH−
A vas felületén oxigén jelenlétében vas(II)-hidroxid képződik, amely vízvesztéssel[vitatott] alakul vörösbarna Fe2O3-dá.
A felületek levegőn, vízben, vagy más kémiai környezetekben történő átalakulását általánosan korróziónak nevezik.

## Képek

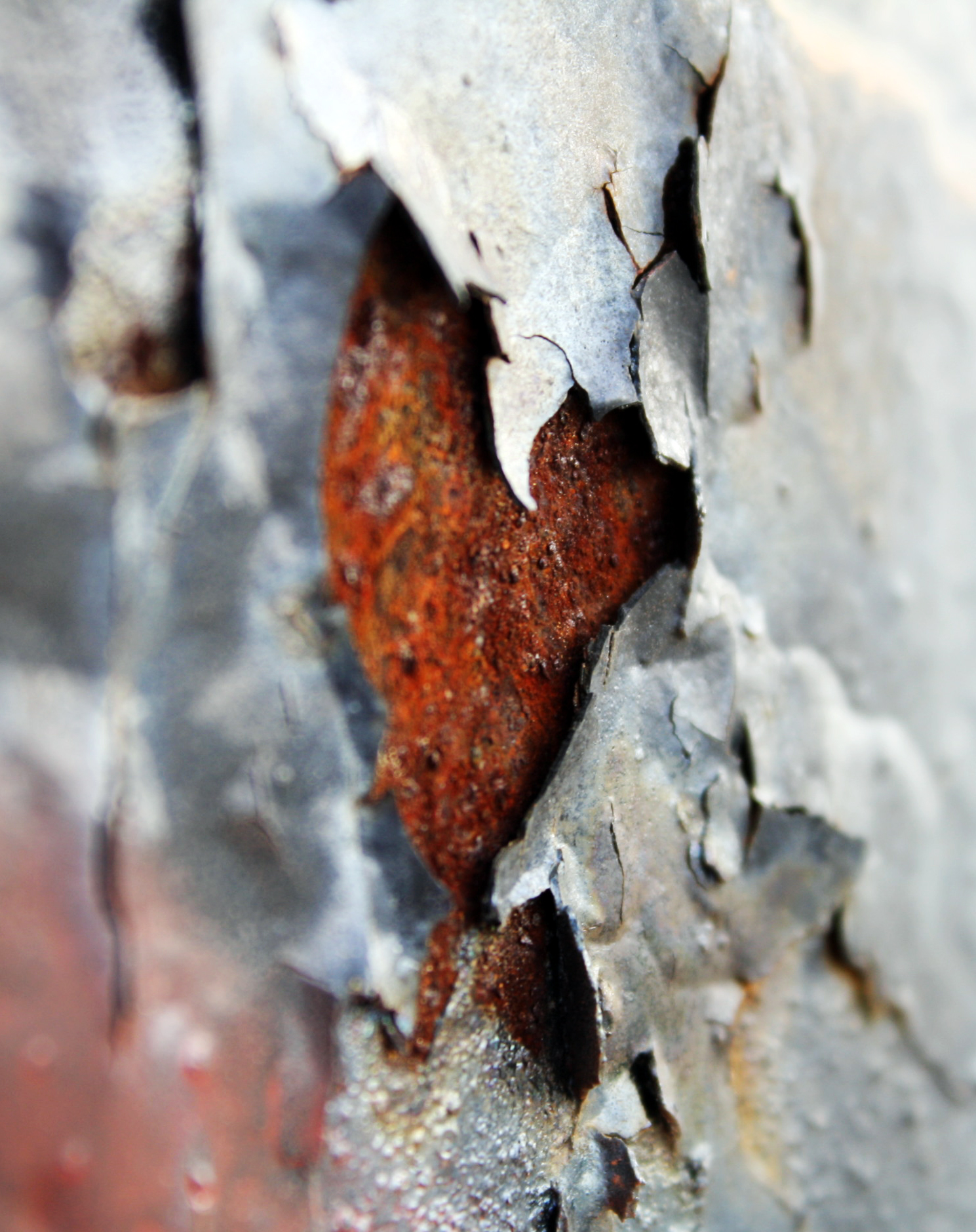
Festék alatt „végigfutó” rozsda.